# Johann Ludwig Christian Gravenhorst
Johann Ludwig Christian Carl Gravenhorst fue un destacado entomólogo y zoólogo alemán.

## Biografía
Nació el 14 de noviembre de 1777 en Brunswick, Baja Sajonia. Su temprano interés en los insectos fue alentado por sus profesores de escuela.
En 1797 ingresó en la Universidad de Helmstedt a estudiar Derecho. La muerte de su padre dos años después le dejó una gran fortuna, por lo que pudo dedicarse a estudiar su gran pasión, la entomología. Se matriculó en la Universidad de Gotinga, donde fue estudiante de Johann Friedrich Blumenbach.
En 1802 viajó a París, donde conoce a importantes científicos como Georges Cuvier, Pierre André Latreille y Alexandre Brongniart.
En 1805 obtuvo una cátedra en la Universidad de Gotinga, publicando al año siguiente la Monographie Coleopterorum.
En 1810 se estableció en la ciudad de Fráncfort para realizar clases en la universidad de la ciudad.
Al año siguiente se trasladó a Breslau donde se convirtió en el director del Museo de Historia Natural de Breslau, sumando su colección particular a la institución.
A partir de 1825 comenzó a sufrir trastornos mentales, abandonando sus trabajos científicos en 1840.

## Obra
Entre sus trabajos destacan el estudio de las avispas parasísticas y sus investigaciones en herpetología.